# Louis Jean-Marie Daubenton
Pour les articles homonymes, voir Daubenton.
Louis Jean-Marie Daubenton, né le 29 mai 1716 à Montbard et mort le 31 décembre 1799 à Paris, est un naturaliste et médecin français, premier directeur du Muséum national d'histoire naturelle.

## Biographie
Il fait ses premières études au collège de Dijon. Son père, Jean Daubenton, notaire, le destinant à la prêtrise, l’envoie étudier la théologie en Sorbonne, mais il préfère suivre en secret les cours de médecine et d’anatomie de Winslow, Hunauld et Antoine de Jussieu. La mort de son père en 1736 et l'héritage qu'il en reçoit lui permettent de choisir lui-même sa carrière. En août 1738, un acte le qualifie d'« estudiant à Paris ». En 1739, il se rend à Reims. Il devient docteur en médecine en 1741. Son diplôme en poche, il semblerait que, dans un premier temps, il ait souhaité exercer son art à Dijon. Mais face au refus des médecins de la ville d’agréger Daubenton à leur collège, ce dernier se replie à Montbard, où il s’installe en 1741.

À la même époque, Buffon, également natif de Montbard et proche de la famille Daubenton, le fait appeler auprès de lui, au Jardin du roi, en 1742. Buffon a peu de talent pour la dissection et l’étude anatomique, et il a besoin d’être secondé dans cette matière. En 1745, Buffon le fait nommer garde-démonstrateur au Cabinet du roi, dépendant du Jardin du roi : 

« Buffon trouve en Daubenton tout ce qui lui manque : une main et des yeux, et la main la plus adroite, les yeux les plus sûrs. Tout ce qu'il y a d'anatomie, dans les quinze premiers volumes de Buffon, est de Daubenton ; et dans ce travail si essentiel, mais si long, si fatigant, si minutieux, tout a été si bien vu, que presque tout ce qu'il avait vu a été retrouvé et trouvé exact par ses successeurs. »

Malgré des caractères très différents, les deux hommes travaillent ensemble pendant dix ans à la mise à jour de l’Histoire naturelle des animaux,  dont les trois premiers volumes paraissent en 1749. Daubenton y décrit près de deux cents espèces de quadrupèdes. Ces descriptions extrêmement précises peuvent être considérées comme le point de départ de l’anatomie comparée. Il fournit aux quinze premiers volumes des articles de description anatomique, qui sont des chefs-d'œuvre d'exactitude et qui formeront, jusqu’au XIXe siècle, une des bases de l'anatomie comparée.
Buffon supprime, lors d’une réédition en format réduit de l’Histoire naturelle, les parties consacrées à l’anatomie et les deux hommes se fâchent:106. Daubenton est remplacé alors par Philippe Guéneau de Montbeillard, puis par un de ses cousins, Edme-Louis Daubenton.
Daubenton est aussi à l’origine de l’essor du Cabinet de curiosités du roi, et le transforme en un véritable embryon de Muséum national d’histoire naturelle. Membre de l'Académie royale de Berlin, il est élu membre de la Royal Society, le 9 janvier 1755.
Il est l’un des premiers à appliquer l’anatomie comparée aux espèces fossiles, et il peut ainsi réfuter la croyance en l’existence des géants. Daubenton réfute également, grâce à l’observation des articulations de membres inférieurs, le fait que l’orang-outang puisse être un homme sauvage.
En 1778, il occupe la première chaire de médecine convertie, à sa sollicitation, en chaire d’histoire naturelle au Collège de France. En 1783, il est professeur d’économie rurale à l’école d'Alfort, et assure, en 1795, quelques leçons aux écoles normales. La même année, il est nommé membre résident de la section d’anatomie et zoologie de l’Académie des sciences, où il est entré en 1744 comme adjoint botaniste, et à laquelle il fournit un grand nombre de mémoires. 
Il est également  l’un des contributeurs majeurs à l’Encyclopédie ou Dictionnaire raisonné des sciences, des arts et des métiers (1751-1772), pour laquelle il écrira, avec son frère Pierre plus de neuf cents articles sur l’histoire naturelle. 
Il signe les trois dictionnaires sur les Quadrupèdes et les Cétacés (1782), sur les Quadrupèdes ovipares et les Serpents (1784) et sur les Poissons (1787) pour la partie de l’Encyclopédie méthodique (1782-1832) consacrée à l’Histoire naturelle des Animaux.
Daubenton s’est également intéressé à l’élevage, et notamment à l’amélioration de la production de laine. En 1779, il a lu, à l’Académie royale des sciences, un Mémoire sur les laines de France comparées aux laines étrangères. En 1782, il publie, une Instruction pour les bergers et les propriétaires de troupeaux. Cet ouvrage épuisé, n’ayant pas assez de ressources pour le faire réimprimer, il eut l’idée, en l’an II, d’en publier un extrait, en petit in-12, à moindre prix, dont il a fait hommage, en floréal, au Comité d’instruction publique (Collection de documents inédits sur l’histoire de France, année 1901, tome 68). Quelques années plus tôt, il a introduit en France une race de moutons espagnols : les mérinos, et publié plusieurs ouvrages sur la manière d’élever ces animaux. Ceci lui permettra de solliciter, comme « berger », un certificat de civisme, plus facile à obtenir que comme « directeur du Muséum national », pendant la Terreur.
Lorsque la Convention transforme, sur l’initiative de Lakanal, le Cabinet du roi et le Jardin royal des Plantes en Muséum national d'histoire naturelle, il en devient le premier directeur, et y a été nommé professeur de minéralogie, poste qu’il a occupé jusqu’à sa mort.
Élu membre du Sénat conservateur, le 5 nivôse an VIII, il meurt, six jours plus tard, dans la nuit, des suites d’une crise d’apoplexie, après avoir fait un repas un peu plus copieux que d’habitude. Il est enterré dans le labyrinthe du Muséum national d’histoire naturelle, près de la gloriette de Buffon, dont les métaux viennent de la région de Montbard et dont la devise Horas non numero nisi serenas (« je ne compte que les heures heureuses ») lui était chère.
Comme médecin, il recommandait les pastilles d’ipécacuanha, qu’on appelait « pastilles de Daubenton ». Il avait épousé, en 1749, sa cousine, Marguerite Daubenton (1720-1818), également native de Montbard et auteure du roman intitulé Zélie dans le désert (1787).

## Honneurs et distinctions

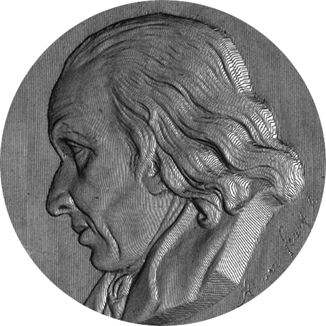
Gravure de Daubenton par Adrien Féart.

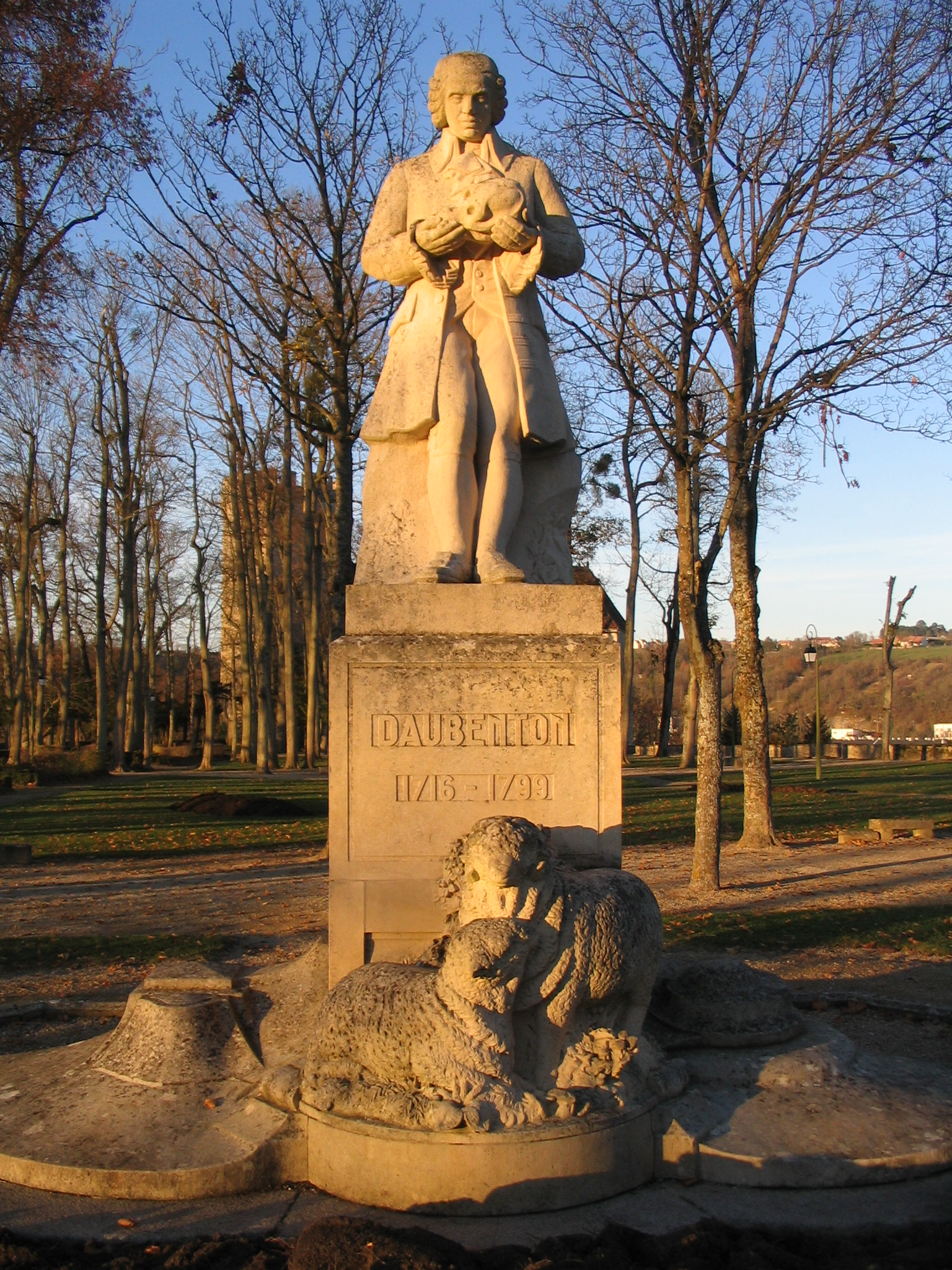
Statue de Daubenton au parc Buffon de Montbard.

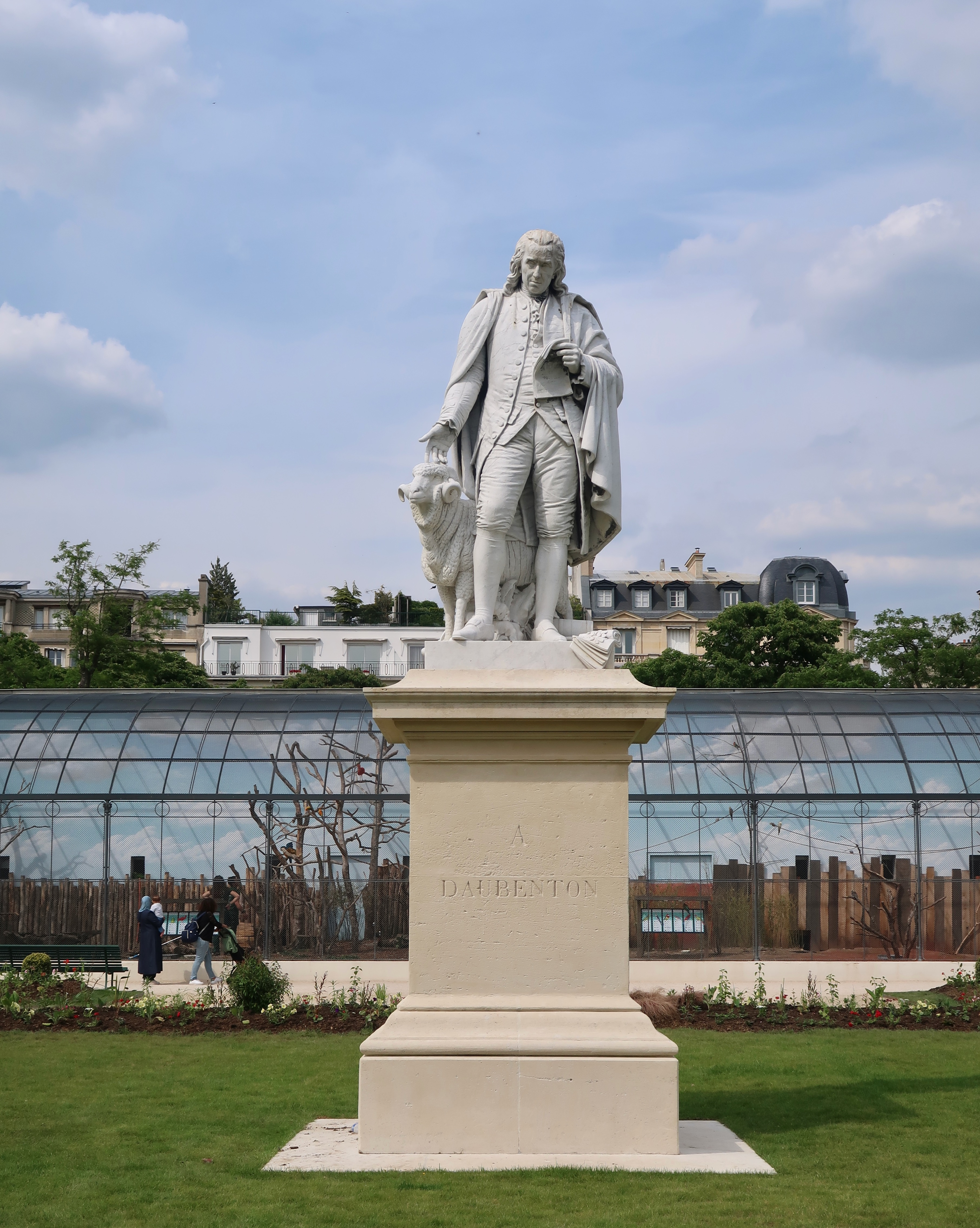
Statue au jardin d'acclimatation (Paris).

- Une statue est érigée à son honneur au sein du jardin d'acclimatation (Paris).
- Une rue de Paris située derrière le Jardin des plantes porte son nom : la rue Daubenton.
- Une station de métro parisienne de la ligne 7 porte son nom Censier-Daubenton.
- Square Daubenton de Lille porte son nom.
- Une rue de Dijon porte son nom.
- Une rue de Roubaix porte son nom.
- Une rue de Montpellier porte son nom.
- Une rue de Toulouse porte son nom.
- Une impasse de Charvieu porte son nom.
- Une chauve-souris porte son nom : le murin de Daubenton.
- Un passereau porte son nom : le cotinga de Daubenton
- Une famille de lémuriens lui est dédiée, les Daubentoniidae à laquelle appartient le Aye-aye malgache, Daubentonia madagascariensis.
- Une variété de chou porte son nom : le chou perpétuel Daubenton